# Garryowen (Montana)
Garryowen è un unincorporated area degli Stati Uniti d'America, nello stato del Montana, nella Contea di Big Horn. Nel 2010 contava 2 abitanti.